# Парламентские выборы в Великобритании (2017)
Досрочные Парламентские выборы в Великобритании 2017 года прошли 8 июня.

## Предыстория
23 июня 2016 года состоялся референдум относительно членства Великобритании в Европейском союзе, на котором 51,9 % избирателей изъявили желание покинуть ЕС. После этого премьер-министр Дэвид Кэмерон ушёл в отставку, а новым премьер-министром стала Тереза Мэй, которая запустила процесс выхода Великобритании из ЕС. Необходимость довыборов обусловлена тем, что парламент оказался разделённым по этому вопросу.
19 апреля 2017 года Палата общин проголосовала за досрочные выборы: 522 депутата «за», 13 — «против».

## Ключевые даты[3]
- 18 апреля — премьер-министр Тереза Мэй объявила о намерении провести досрочные выборы.
- 19 апреля — депутаты проголосовали за роспуск парламента.
- 27 апреля — закрытие сессии парламента.
- 2 мая — роспуск парламента и официальное начало предвыборной кампании.
- 11 мая — срок подачи документов о выдвижении кандидатов.
- 22 мая — последний день, чтобы зарегистрироваться для голосования.
- 23 мая — последний день, чтобы проголосовать по почте.
- 31 мая — крайний срок подачи заявки на голосование.
- 8 июня — день голосования.

## Участники
Большинство кандидатов являются представителями политических партий, зарегистрированных в реестре политических партий Избирательной комиссии Великобритании. Помимо них, в выборах также могут участвовать беспартийные кандидаты.
| Партия | Партия                                        | Лидер                          | Мест получено на прошлых выборах |
| ------ | --------------------------------------------- | ------------------------------ | -------------------------------- |
|        | Консервативная партия                         | Тереза Мэй                     | 331                              |
|        | Лейбористская партия                          | Джереми Корбин                 | 232                              |
|        | Шотландская национальная партия               | Никола Старджен                | 56                               |
|        | Либеральные демократы                         | Тим Фаррон                     | 8                                |
|        | Демократическая юнионистская партия           | Арлин Фостер                   | 8                                |
|        | Шинн Фейн                                     | Джерри Адамс                   | 4                                |
|        | Партия Уэльса                                 | Лианн Вуд                      | 3                                |
|        | Социал-демократическая и лейбористская партия | Колум Иствуд                   | 3                                |
|        | Ольстерская юнионистская партия               | Робин Свана                    | 2                                |
|        | Партия независимости Соединённого Королевства | Пол Наттолл                    | 1                                |
|        | Зелёная партия Англии и Уэльса                | Кэролайн Лукас Джонатан Бартли | 1                                |
|        | Беспартийные                                  | Беспартийные                   | 1                                |

## Опросы
| Дата          | Организатор | Кол-во опрошенных | КП           | ЛП                                                                   | ПНСК  | ЛД   | ШНП  | Зелёные | Другие | Разница |      |     |     |     |      |
| ------------- | --- | ----------------- | ------------ | -------------------------------------------------------------------- | ----- | ---- | ---- | ------- | ------ | ------- | ---- | --- | --- | --- | ---- |
| Дата          | Организатор | Кол-во опрошенных | 25—26 апреля | YouGov/The Times Архивная копия от 27 апреля 2017 на Wayback Machine | 1,590 | 45 % | 29 % | 7 %     | Другие | Разница | 10 % | 5 % | 3 % | 1 % | 16 % |
| 21—25 апреля  | Ipsos MORI/Evening Standard (недоступная ссылка)                                                                                   | 1,004             | 49 %         | 26 %                                                                 | 4 %   | 13 % | 4 %  | 1 %     | 4 %    | 23 %    |      |     |     |     |      |
| 21—24 апреля  | ICM/The Guardian Архивная копия от 25 апреля 2017 на Wayback Machine                                                               | 2,024             | 48 %         | 27 %                                                                 | 7 %   | 10 % | 4 %  | 3 %     | 1 %    | 21 %    |      |     |     |     |      |
| 20—24 апреля  | Panelbase Архивная копия от 17 мая 2017 на Wayback Machine                                                                         | 1,026             | 49 %         | 27 %                                                                 | 5 %   | 10 % | 5 %  | 3 %     | 1 %    | 22 %    |      |     |     |     |      |
| 20—24 апреля  | Kantar Public Архивная копия от 26 апреля 2017 на Wayback Machine                                                                  | 1,196             | 46 %         | 24 %                                                                 | 8 %   | 11 % | 5 %  | 4 %     | 1 %    | 22 %    |      |     |     |     |      |
| pre-23 апреля | Norstat/The Sunday Express Архивная копия от 27 апреля 2017 на Wayback Machine Архивная копия от 27 апреля 2017 на Wayback Machine | 1,036             | 42 %         | 26 %                                                                 | 8 %   | 10 % | *    | 6 %     | 8 %    | 16 %    |      |     |     |     |      |
| 21—22 апреля  | Survation/Mail on Sunday Архивная копия от 23 апреля 2017 на Wayback Machine                                                       | 2,072             | 40 %         | 29 %                                                                 | 11 %  | 11 % | 4 %  | 2 %     | 5 %    | 11 %    |      |     |     |     |      |
| 20—21 апреля  | YouGov/Sunday Times Архивная копия от 23 апреля 2017 на Wayback Machine                                                            | 1,590             | 48 %         | 25 %                                                                 | 5 %   | 12 % | 6 %  | 3 %     | 1 %    | 23 %    |      |     |     |     |      |
| 19—21 апреля  | ICM/ITV Архивная копия от 25 апреля 2017 на Wayback Machine                                                                        | 2,027             | 48 %         | 26 %                                                                 | 8 %   | 10 % | 4 %  | 3 %     | 2 %    | 22 %    |      |     |     |     |      |
| 19—20 апреля  | ComRes/Sunday Mirror Архивная копия от 22 апреля 2017 на Wayback Machine                                                           | 2,074             | 50 %         | 25 %                                                                 | 7 %   | 11 % | 4 %  | 3 %     | 1 %    | 25 %    |      |     |     |     |      |
| 19—20 апреля  | Opinium/Observer | 2,003             | 45 %         | 26 %                                                                 | 9 %   | 11 % | 4 %  | 3 %     | 1 %    | 19 %    |      |     |     |     |      |
| 18—19 апреля  | YouGov/The Times Архивная копия от 21 апреля 2017 на Wayback Machine                                                               | 1,727             | 48 %         | 24 %                                                                 | 7 %   | 12 % | 6 %  | 2 %     | 1 %    | 24 %    |      |     |     |     |      |
| 18 апреля     | ICM/The Guardian Архивная копия от 18 апреля 2017 на Wayback Machine                                                               | 1,000             | 46 %         | 25 %                                                                 | 8 %   | 11 % | 4 %  | 4 %     | 1 %    | 21 %    |      |     |     |     |      |

## Предвыборная кампания
Через несколько часов после объявления выборов Корбин, Фаррон и Стерджон призвали к телевизионным дебатам. Администрация премьер-министра первоначально выступила против этой идеи. 19 апреля Би-би-си и ITV объявили, что планируют провести дебаты лидеров, как это было сделано на выборах 2010 и 2015 годов, независимо от того, принимали ли они участие или нет. Лейбористы впоследствии исключали, что Корбин принимал участие в телевизионных дебатах, если бы не выборы.
Телеведущий Эндрю Нил отдельно беседовал с лидерами партии в интервью на BBC One, начиная с 22 мая с Терезой Мэй.
Sky News и Channel 4, 29 мая протранслировали предвыборную программу, где Мэй и Корбин были индивидуально опрошены Джереми Паксманом после ответов на вопросы от аудитории студии. BBC провела двое дебатов, на которые были приглашены все семь главных партийных лидеров. 31 мая в Кембридже и 6 июня в Манчестере; и Мэй, и Корбин заявили, что не будут участвовать в дебатах 31 мая. Мэй сказала, что она уже много раз дебатировала с Корбином в парламенте и что она будет встречаться с общественностью. Корбин объявил в тот день, что он примет участие в дебатах в Кембридже, призывая Мей сделать то же самое.
BBC провела отдельные дебаты по английским регионам, а также как для Шотландии, так и для Уэльса, а также специальное время с Мэй и Корбин, отдельно отвечая на вопросы избирателей 2 июня под председательством Дэвида Димблби. Ожидается, что Стерджен и Фаррон будут делать то же самое 4 июня, но после атаки на Лондонском мосту в июне 2017 года он был перенесен на 5 июня и вместо этого представлен Ником Робинсоном. BBC также провела два эпизода «один назад к спине» специальная избирательная программа под названием «Вопросы выбора» 4 июня, сначала в Бристоле, солидер партии «Партия зеленых» Джонатан Бартли, затем Нуттолл, а второй в Суонси с лидером Plaid Cymru Leanne Wood. Лидеры партии были подвергнуты индивидуальной допросе со стороны аудитории студии.

## Результаты
После обработки 100 % голосов избирателей:
| Партия                                        | Партия | Лидер                         | Получено мест | Получено мест | Получено мест | Голосов    | Голосов | Голосов |
| Партия                                        | Партия | Лидер                         |               | %             |               |            | %       |         |
| --------------------------------------------- | ------ | ----------------------------- | ------------- | ------------- | ------------- | ---------- | ------- | ------- |
| Консервативная партия                         |        | Тереза Мэй                    | 318           | 48,8          | 318 из 650    | 13 667 213 | 42,3    |         |
| Лейбористская партия                          |        | Джереми Корбин                | 262           | 40,4          | 262 из 650    | 12 874 985 | 40,0    |         |
| Шотландская национальная партия               |        | Никола Старджен               | 35            | 5,4           | 35 из 650     | 977 569    | 3,0     |         |
| Либеральные демократы                         |        | Тим Фаррон                    | 12            | 1,9           | 12 из 650     | 2 371 772  | 7,4     |         |
| Демократическая юнионистская партия           |        | Арлин Фостер                  | 10            | 1,5           | 10 из 650     | 292 316    | 0,9     |         |
| Шинн Фейн                                     |        | Джерри Адамс                  | 7             | 1,1           | 7 из 650      | 238 915    | 0,7     |         |
| Партия Уэльса                                 |        | Лианн Вуд                     | 4             | 0,6           | 3 из 650      | 164 466    | 0,5     |         |
| Зелёная партия                                |        | Джонатан Бертли Каролин Лукас | 1             | 0,2           | 1 из 650      | 524 604    | 1,6     |         |
| Прочие                                        |        | —                             | 1             | 0,2           | 1 из 650      | 16 148     | 0,1     |         |
| Социал-демократическая и лейбористская партия |        | Колум Иствуд                  | 0             | 0,0           | 0 из 650      | 95 419     | 0,3     |         |
| Партия независимости Соединённого Королевства |        | Пол Наттолл                   | 0             | 0,0           | 0 из 650      | 593 852    | 1,8     |         |
| Ольстерская юнионистская партия               |        | Робин Свана                   | 0             | 0,0           | 0 из 650      | 83 280     | 0,2     |         |

Консервативная партия потеряла 13 мандатов, а Лейбористская партия повысила свой результат. С небольшим перевесом, Консервативная партия одержала победу.